# قانون الحظر لعام 1807
قانون الحظر لعام 1807 هو حظر تجاري عام فرضه كونغرس الولايات المتحدة الأمريكية على جميع الدول الأجنبية. يُعتبر القانون البديل عن قانون عدم الاستيراد لعام 1806 وجرى إقراره تزامنًا مع استمرار الحروب النابليونية، وهو يمثل تصعيدًا لمحاولات إقناع بريطانيا بوقف أي إكراه تمارسه ضد البحارة الأمريكيين واحترام السيادة والحياد الأمريكيين، ولكنه محاولة كذلك للضغط على فرنسا والدول الأخرى سعيًا لتحقيق نفوذ دبلوماسي واقتصادي عام.
تطورت التجارة البحرية الأمريكية خلال العقد الأول من القرن التاسع عشر. خلال الحروب النابليونية، استهدفت كل من الدول المتنافسة، بريطانيا وفرنسا، التجارة البحرية الأمريكية المحايدة بهدف تعطيل تجارة الدولة الأخرى. ألقت القوات البحرية الأوروبية القبض على التجار الأمريكيين الذين تاجروا مع «دول العدو» باعتباره عملًا ينتهك قوانين الحرب. حازت البحرية الملكية البريطانية على إعجاب البحارة الأمريكيين الذين ولدوا في بريطانيا أو خدموا سابقًا على متن سفن بريطانية، على الرغم من أنهم اعتُبروا مواطنين أمريكيين يحملون الوثائق والهوية الأمريكية. أثارت العديد من الحوادث كقضية تشيسابيك ليوبارد غضب الأمريكيين.
في رد مباشر على هذه الأحداث، فرض الكونغرس الحظر. التزم الرئيس توماس جيفرسون ضبط النفس، وأقحم الرأي العام في محاولة للانتقام، وأقر بأن الولايات المتحدة أضعف عسكريًا من بريطانيا أو فرنسا. أوصى الكونغرس باستخدام الحرب التجارية ردًا على ذلك، وهي سياسة أظهرت نوايا جيفرسون التي تهدف إلى إلحاق الضرر المتوقع بخصومه السياسيين المحليين أكثر من حلفائه، بغض النظر عن تأثيرها على الأطراف الأوروبية المتنازعة. سيطر حلفائه على الكونغرس العاشر ووافق على القانون، الذي جرى توقيعه ليصبح قانونًا في 22 ديسمبر 1807.
أثبت قانون الحظر فشله تمامًا، إذ لم يساهم في تحسين الموقف الدبلوماسي الأمريكي، وسلط الضوء على نقاط الضعف الأمريكي وانعدام نفوذه، وألحق أضرارًا جسيمة لم تقتصر سوى على الاقتصاد الأمريكي، وزاد من حدة التوترات السياسية المحلية على نحو كبير. أدى التهرب الشامل من الحظر وثغرات التشريع إلى الحد من تأثيره على أهدافه. تكيفت التجارة البحرية البريطانية، التي سيطرت بالفعل على التجارة العالمية، بنجاح مع نظام نابليون القاري من خلال العثور على أسواق جديدة، ولا سيما في المستعمرات الإسبانية والبرتغالية التي يسودها الاضطراب في أمريكا الجنوبية. أصبحت بذلك التجارة البريطانية في وضع جيد للنمو والتطور على حساب الولايات المتحدة، بينما قلل الحظر من النشاط التجاري الأمريكي.
أُصدر التشريع البديل لقانون الحظر غير الفعال في 1 مارس 1809، خلال الأيام الأخيرة من رئاسة جيفرسون. تفاقمت حدة التوترات مع بريطانيا وتمخضت عن اندلاع حرب عام 1812.

## خلفية
استؤنفت الحروب الأوروبية عقب انتهاء الهدنة القصيرة خلال الفترة 1802- 1803، ولم تنتهِ إلا بهزيمة نابليون بونابرت في عام 1814. تسببت الحرب في تدهور العلاقات الأمريكية مع بريطانيا وفرنسا بسرعة. كان للحرب أثر جسيم بلغ احتمال اندلاع حرب مع أحد تلك الدول. مع تفوق القوات البحرية البريطانية والقوات البرية الفرنسية، تطورت الحرب إلى صراع الحظر التجاري والحظر المضاد. بلغت الحرب التجارية ذروتها في عامي 1806 و1807. أغلقت البحرية الملكية البريطانية معظم الموانئ الأوروبية أمام السفن الأمريكية ما لم تعبر الموانئ البريطانية في البداية. أعلنت فرنسا عن فرض حظر على بريطانيا ورقيًا، ولكنها افتقرت إلى القوة البحرية التي يمكنها إنفاذه واستولت على السفن الأمريكية التي تتبع القوانين البريطانية. احتاجت البحرية الملكية إلى أعداد كبيرة من البحارة، وغضبت بشدة من الأسطول التجاري الأمريكي لكونه ملاذًا للفارين البريطانيين.
أدى الإكراه الذي مارسته الحكومة البريطانية ضد البحارة الأمريكيين إلى إذلال الولايات المتحدة، ما أثبت عدم جدارتها في حماية سفنها وبحارتها. تصاعدت الممارسات البريطانية المتمثلة في أخذ الفارين البريطانيين، وكثير منهم كانوا رعايا أمريكيون، من السفن الأمريكية وتجنيدهم في البحرية الملكية بعد عام 1803، ما تسبب في غضب الولايات المتحدة.
في 21 يونيو 1807، رست سفينة حربية أمريكية، يو إس إس تشيسابيك، في أعالي البحار قبالة سواحل نورفولك، فيرجينيا بأمر من سفينة حربية بريطانية، إتش إم إس ليوبارد. تواجد على متن تشيسابيك أربعة فارين من البحرية الملكية، ثلاثة منهم أمريكيون وواحد بريطاني. أُلقي القبض على الفارين الأربعة، الذين أُصدر لهم وثائق أمريكية، ونُقلوا من تشيسابيك إلى هاليفاكس، نوفا سكوشيا حيث شُنق البريطاني الوحيد بينما حُكم على الأمريكيين الثلاثة في البداية بـ 500 جلدة. (أدى الضغط الدبلوماسي الذي مارسته الحكومة الأمريكية إلى عودة الأمريكيين الثلاثة، دون إنزال العقوبة بهم). طالبت الدولة الغاضبة باتخاذ إجراءات إزاء ذلك، وأمر الرئيس جيفرسون جميع السفن البريطانية بالخروج من المياه الأمريكية.

## التشريعات الأولية
صدر القانون في 22 ديسمبر 1807، وفرض الإجراءات الآتية:
- فرض حظر على جميع السفن والمراكب الخاضعة للولاية الأمريكية.
- منع جميع السفن والمراكب من الحصول على تصريح للذهاب برحلات إلى موانئ أو أماكن أجنبية.
- السماح للرئيس الأمريكي بإجراء استثناءات للسفن في إطار توجيهاته المباشرة.
- تفويض الرئيس بتنفيذ القانون من خلال إعطاء التوجيهات لضباط الإيرادات والبحرية.
- لم يُفرض الحظر على مغادرة أي سفينة أو مركب أجنبي، سواء كانت محملة أو فارغة.
- مطالبة السفن التجارية التي تقوم برحلات بين الموانئ الأمريكية بضمان أو سند يثبت صحة ذلك.
- إعفاء السفن الحربية من أحكام الحظر.

شكّل الحظر على النقل البحري إضافة تراكمية إلى قانون عدم الاستيراد لعام 1806، الذي فرض «حظر استيراد بضائع معينة من مملكة بريطانيا العظمى»، كانت السلع المستوردة المحظورة هي الجلد أو الحرير أو القنب أو الكتان أو القصدير أو النحاس والصوف والزجاج والسلع الورقية والمسامير والقبعات والملابس والبيرة.
جرى تدوين قانون الحظر لعام 1807 في إطار المادة 451 تحت عنوان «حظر مفروض على السفن والمراكب في موانئ الولايات المتحدة». جرت صياغة مشروع القانون بناءً على طلب الرئيس توماس جيفرسون وأقره الكونغرس العاشر في 22 ديسمبر 1807، خلال الجلسة الأولى. أصدر الكونغرس في البداية مشروع قانون الحظر على الواردات فقط، ولكنه امتد ليشمل الصادرات كذلك.

## التأثير على التجارة الأمريكية
أدى فرض الحظر إلى خنق التجارة الخارجية الأمريكية. عانت جميع الولايات منه. أصبحت حركة السفن التجارية راكدة في نيو إنجلاند ووسط المحيط الأطلسي. لم يتمكن المزارعون في المناطق الزراعية، ولا سيما الجنوب، من بيع المحاصيل دوليًا. ساهمت ندرة السلع الأوروبية في تحفيز التصنيع الأمريكي، ولا سيما في مناطق الشمال، إلا أن كون عملية التصنيع في مراحلها الأولى فقط ومع استمرار قدرة بريطانيا على التصدير إلى أمريكا خاصة عبر كندا، قدّرت دراسة أجراها المؤرخ الاقتصادي دوغلاس إيروين في عام 2005 أن الحظر كلف نحو 5% من الناتج القومي الإجمالي الأمريكي 1807.
صُنعت أباريق الشاي المزخرفة الصغيرة بهدف تعزيز التأييد الشعبي لقانون الحظر. هدفت الشعارات المنقوشة على أباريق الشاي إلى تعزيز المبادئ التي تؤيد الحظر الحكومي المستمر ضد بريطانيا وفرنسا.

## دراسة حالات
أظهرت دراسة حالة أجريت على رود آيلاند أن الحظر دمر الصناعات المرتبطة بالتجارة البحرية فضلًا عن الأسواق المحلية، وتسبب في زيادة معارضة الحزب الديمقراطي الجمهوري. حظي التهريب بتأييد كبير في أوساط الشعب الذي اعتبر الحظر انتهاكًا لحقوقه. استمر الاحتجاج العام الذي ساعد الفيدراليين على استعادة السيطرة على حكومة الولاية في 1808-1809. تُعتبر هذه الحالة مثالًا نادرًا على السياسة الخارجية الوطنية الأمريكية التي تتغير فيها الأنماط المحلية للولاء السياسي.
على الرغم من انعدام شعبية قانون الحظر، كان له بعض الفوائد المحدودة غير المُتعمّدة على الشمال الشرقي، والذي تمثل في دفع رأس المال والعمالة إلى التوجه نحو صناعة المنسوجات في نيو إنجلاند والصناعات التحويلية الأخرى، ما قلل من اعتماد أمريكا على التجارة البريطانية.
في ولاية فيرمونت، برهن الحظر فشله على طريق بحيرة تشامبلين- ريتشليو بسبب اعتماد الولاية على منفذ كندي للإنتاج. في سانت جون، كندا السفلى، سُجل نحو 140 ألف جنيه إسترليني من البضائع المهربة عبر المياه في عام 1808، بزيادة بلغت 31% عن عام 1807. تزايدت شحنات الرماد المُستخدم في صناعة الصابون إلى نحو 54,000 جنيه إسترليني، إلا أن شحنات الخشب انخفضت بنسبة 23% إلى 11,200 جنيه إسترليني. انخفضت تجارة السلع المصنعة بنسبة تجاوزت 20%، والتي سبق لها أن توسعت لتبلغ قيمتها 50,000 جنيه إسترليني منذ معاهدة جاي في عام 1795، وشملت المواد المصنوعة بالقرب من مياه المد والجزر. سجلت تجارة الصحف والمخطوطات نشاطًا في البحيرة أكثر من المعتاد، على الرغم من توقع انخفاضها بسبب الحظر. لم يقتصر التهريب على المياه فقط، إذ نُقلت قطعان الحيوانات بسهولة عبر الحدود البرية التي لا يمكن السيطرة عليها. شكلت تجارة القطعان المتجهة جنوبًا ثلثي نسبة التجارة الكلية، إلا أن تجارة الفراء انخفضت بمقدار الثلث. التزم مسؤولو الجمارك بإنفاذ قانون الحظر طوال الوقت، وأصبح قانون غالاتين (1809) قضية حزبية.
كان تجار نيو إنجلاند الذين تهربوا من الحظر جريئين ولجأوا إلى العديد من الطرق لانتهاك القانون الفيدرالي. درس غوردينير (2001) الطريقة التي نظّم بها تجار نيو لندن، كونيكتيكت، إدارة الشحنات التي جرى شراؤها وبيعها والسفن التي استُخدمت خلال السنوات التي سبقت الحظر وخلاله وبعده. أظهرت الطرق التجارية والشحنات، الأجنبية والمحلية على السواء، بالإضافة إلى أنواع السفن، والطرق التي نُظمت ملكيتها وإدارتها، أن تجار جنوب شرق ولاية كونيكتيكت استخدموا طرقًا متنوعة في مواجهة الأزمة.
خلص غوردينير (2001) إلى أن التجار سعوا إلى تطوير استراتيجيات بديلة عن تجارتهم. إذ عمدوا إلى الأنشطة الخارجة عن القانون، وتخفيض حجم الأسطول الأجنبي، وإعادة توطين السفن التجارية الأجنبية في النقل المحلي. ما يفوق ذلك أهمية، هو سعيهم إلى الحصول على شركاء تجاريين محليين جدد واستغلال السلطة السياسية لجيديديا هنتنغتون، مسؤول الجمارك. كان هنتنغتون عضوًا مؤثرًا في قيادة ولاية كونيكتيكت وسمح لعشرات السفن المحظورة بالمغادرة إلى الموانئ الأجنبية تحت ستار «إذن خاص». ثبت أن من الصعب تعديل الوسائل القديمة لمشاركة ملكية السفن لتقليص المخاطر. بدلًا من ذلك، استمرت العلاقات القائمة خلال أزمة الحظر على الرغم من حالات الإفلاس العديدة.